# Campionato mondiale di scherma 1993
Il Campionato mondiale di scherma del 1993 si è svolto ad Essen in Germania.
A partire da questa edizione viene abolita la finale per il terzo posto nelle gare individuali, determinando così l'assegnazione di due medaglie di bronzo per ciascuna gara.
Sono stati assegnati 4 titoli femminili e 6 titoli maschili:
- femminile
  - fioretto individuale
  - fioretto a squadre
  - spada individuale
  - spada a squadre
- maschile
  - fioretto individuale
  - fioretto a squadre
  - sciabola individuale
  - sciabola a squadre
  - spada individuale
  - spada a squadre

## Risultati

### Uomini
| Evento                          | Oro                                                                                 | Argento                                                                                 | Bronzo                                                                                      |
| Spada                           |                                                                                     |                                                                                         |                                                                                             |
| Spada individuale (dettagli)    | Pavel Kolobkov                                                                      | Arnd Schmitt                                                                            | Fernando de la Peña y Olivas Iván Kovács                                                    |
| Spada a squadre (dettagli)      | Italia Paolo Milanoli Stefano Pantano Angelo Mazzoni Maurizio Randazzo Sandro Cuomo | Francia Éric Srecki Rémy Delhomme Jean-Michel Henry Robert Leroux                       | Germania Patrick Draenert Arnd Schmitt Elmar Borrmann Mariusz Strzałka                      |
| Fioretto                        |                                                                                     |                                                                                         |                                                                                             |
| Fioretto individuale (dettagli) | Alexander Koch                                                                      | Serhij Holubyc'kyj                                                                      | Uwe Römer Philippe Omnès                                                                    |
| Fioretto a squadre (dettagli)   | Germania Ingo Weißenborn Alexander Koch Thorsten Weidner Udo Wagner Uwe Römer       | Italia Alessandro Puccini Stefano Cerioni Luca Vitalesta Andrea Borella Francesco Rossi | Polonia Ryszard Sobczak Adam Krzesiński Piotr Kiełpikowski Leszek Bandach Marian Sypniewski |
| Sciabola                        |                                                                                     |                                                                                         |                                                                                             |
| Sciabola individuale (dettagli) | Grigorij Kirienko                                                                   | Bence Szabó                                                                             | Steffen Wiesinger Antonio Terenzi                                                           |
| Sciabola a squadre (dettagli)   | Ungheria Bence Szabó József Navarrete György Boros Csaba Köves Péter Abay           | Italia Raffaello Caserta Giovanni Sirovich Giovanni Scalzo Marco Marin Antonio Terenzi  | Germania Felix Becker Steffen Wiesinger Frank Bleckmann Ulrich Eifler Jacek Huchwajda       |

### Donne
| Evento                          | Oro                                                                                      | Argento                                                                               | Bronzo                                                                         |
| Fioretto                        |                                                                                          |                                                                                       |                                                                                |
| Fioretto individuale (dettagli) | Francesca Bortolozzi                                                                     | Aida Mohamed                                                                          | Zita-Eva Funkenhauser Simone Bauer                                             |
| Fioretto a squadre (dettagli)   | Germania Zita-Eva Funkenhauser Anja Fichtel-Mauritz Sabine Bau Simone Bauer Monika Weber | Romania Claudia Grigorescu Mioara David Laura Badea Elisabeta Tufan                   | Italia Diana Bianchedi Francesca Bortolozzi Giovanna Trillini Dorina Vaccaroni |
| Spada                           |                                                                                          |                                                                                       |                                                                                |
| Spada individuale (dettagli)    | Oksana Jermakova                                                                         | Laura Chiesa                                                                          | Sophie Moressée Helena Elinder                                                 |
| Spada a squadre (dettagli)      | Ungheria Gyöngyi Szalay Marina Várkonyi Tímea Nagy Hajnalka Kiraly Mariann Horváth       | Germania Katja Nass Eva-Maria Ittner Claudia Bokel Hedwig Funkenhauser Imke Duplitzer | Ucraina Alla Mironjuk Gulie Tuhtarova Viktorija Titova Anna Garina             |

## Medagliere
| Posizione | Nazione  |    |    |    | Totale |
| --------- | -------- | -- | -- | -- | ------ |
| 1         | Germania | 3  | 2  | 6  | 11     |
| 2         | Italia   | 2  | 3  | 2  | 7      |
| 3         | Ungheria | 2  | 2  | 1  | 5      |
| 4         | Russia   | 2  | 0  | 0  | 2      |
| 5         | Estonia  | 1  | 0  | 0  | 1      |
| 6         | Francia  | 0  | 1  | 2  | 3      |
| 7         | Ucraina  | 0  | 1  | 1  | 2      |
| 8         | Romania  | 0  | 1  | 0  | 1      |
| 9         | Polonia  | 0  | 0  | 1  | 1      |
| 9         | Spagna   | 0  | 0  | 1  | 1      |
| 9         | Svezia   | 0  | 0  | 1  | 1      |
| Totale    | Totale   | 10 | 10 | 15 | 35     |